# Phyllognathus excavatus
Phyllognathus excavatus es una especie de coleóptero de la familia Scarabaeidae.

## Distribución geográfica
Habita en el Paleártico: la Europa mediterránea, la mitad occidental de Asia, el norte de África y las Canarias.